# Мадрид (автономное сообщество)
Мадрид (исп. Madrid) — автономное сообщество в центре Испании. Административным центром является Мадрид, являющийся одновременно столицей одноимённой провинции и столицей Испании.

## География
Территория — 8028,1 км² (12-е место).

## Демография
Население — 6 466 996 человек (по состоянию на 2016 год).

## Административное устройство
Автономное сообщество Мадрид включает всего одну одноимённую провинцию. В сообществе 9 комарок, которые делятся на 179 муниципалитетов.
Столица провинции, сообщества и страны — город Мадрид.
| Комарки                      | Адм. центр | Население, чел. (2006) | Площадь, км² | Муниципалитеты | Кол-во муниципалитетов |
| ---------------------------- | ---------- | ---------------------- | ------------ | --- | ---------------------- |
| Сьерра-Норте                 |            | 26 518                 | 1252,89      | Аламеда-дель-Валье, Берсоса-дель-Лосойя, Браохос, Буйтраго-дель-Лосойя, Бустарвьехо, Вальдеманко, Вентурада, Гарганта-де-лос-Монтес, Гаргантилья-дель-Лосойя-и-Пинилья-де-Буйтраго, Гасконес, Кабанильяс-де-ла-Сьерра, Каненсиа, Ла-Асебеда, Ла-Кабрера, Ла-Серна-дель-Монте, Ла-Ируэла, Лосойя, Лосоюэла-Навас-Сьетейглесиас, Мадаркос, Монтехо-де-ла-Сьерра, Навалафуэнте, Наварредонда-и-Сан-Мамес, Оркахуэло-де-ла-Сьерра, Оркахо-де-ла-Сьерра, Патонес, Пинилья-дель-Валье, Пиньуэкар-Гандульяс, Прадена-дель-Ринкон, Пуэбла-де-ла-Сьерра, Пуэнтес-Вьехас, Раскафриа, Редуэния, Робледильо-де-ла-Хара, Робрегордо, Сарсалехо, Сервера-де-Буйтраго, Сомосьерра, Торрелагуна, Торремоча-де-Харама, Эль-Атасар, Эль-Берруэко, Эль-Вельон | 42                     |
| Сьерра-Оэсте-де-Мадрид       |            | 40 366                 | 990,77       | Альдеа-дель-Фресно, Кадальсо-де-лос-Видриос, Сенисьентос, Чапинериа, Кольменар-дель-Арройо, Фреснедильяс-де-ла-Олива, Навалагамелья, Навас-дель-Рей, Пелайос-де-ла-Преса, Робледо-де-Чавела, Росас-де-Пуэрто-Реаль, Сан-Мартин-де-Вальдейглесиас, Санта-Мария-де-ла-Аламеда, Вальдемакеда, Вилья-дель-Прадо, Вильяманта, Вильямантилья, Вильянуэва-де-Пералес, Вильявьеха-дель-Лосойя | 19                     |
| Лас-Вегас                    |            | 135 171                | 1378,13      | Амбите, Аранхуэс, Бельмонте-де-Тахо, Бреа-де-Тахо, Карабания, Чинчон, Сьемпосуэлос, Кольменар-де-Ореха, Эстремера, Фуэнтидуэния-де-Тахо, Мората-де-Тахуния, Оруско-де-Тахуния, Пералес-де-Тахуния, Сан-Мартин-де-ла-Вега, Тьельмес, Титульсиа, Вальдарасете, Вальделагуна, Вальдилеча, Вильяконехос, Вильяманрике-де-Тахо, Вильяр-дель-Ольмо, Вильярехо-де-Сальванес | 23                     |
| Куэнка-дель-Гвадаррама       |            | 232 090                | 764,28       | Альпедрете, Бесерриль-де-ла-Сьерра, Брунете, Серседилья, Кольядо-Медиано, Кольядо-Вильяльба, Кольменарехо, Эль-Боало, Эль-Эскориаль, Галапагар, Гвадаррама, Лос-Молинос, Моральсарсаль, Навасеррада, Кихорна, Сан-Лоренсо-де-Эль-Эскориаль, Вальдеморильо, Вильянуэва-де-ла-Каньяда, Вильянуэва-дель-Пардильо | 19                     |
| Куэнка-Альта-дель-Мансанарес |            | 72 772                 | 515,49       | Кольменар-Вьехо, Гвадаликс-де-ла-Сьерра, Ойо-де-Мансанарес, Мансанарес-эль-Реаль, Мирафлорес-де-ла-Сьерра, Сото-дель-Реаль | 6                      |
| Куэнка-дель-Медио-Харама     |            | 91 105                 | 586,20       | Ахальвир, Альхете, Камарма-де-Эстеруэлас, Кобения, Дагансо-де-Арриба, Эль-Молар, Фресно-де-Тороте, Фуэнте-эль-Сас-де-Харама, Меко, Паракуэльос-де-Харама, Педресуэла, Рибатехада, Сан-Агустин-дель-Гвадаликс, Таламанка-де-Харама, Вальдеаверо, Вальдеольмос-Алальпардо, Вальдепьелагос, Вальдеторрес-де-Харама | 18                     |
| Большой Мадрид               |            | 4 567 190              | 1739,44      | Мадрид, Алькобендас, Алькоркон, Боадилья-дель-Монте, Брунете, Кольменар-Вьехо, Кослада, Хетафе, Леганес, Махадаонда, Мехорада-дель-Кампо, Паракуэльос-де-Харама, Пинто, Посуэло-де-Аларкон, Ривас-Васиамадрид, Лас-Росас-де-Мадрид, Сан-Фернандо-де-Энарес, Сан-Себастиан-де-лос-Рейес, Торрехон-де-Ардос, Торрелодонес, Трес-Кантос, Велилья-де-Сан-Антонио, Вильянуэва-де-ла-Каньяда, Вильянуэва-дель-Пардильо, Вильявисиоса-де-Одон | 25                     |
| Куэнка-дель-Энарес           |            | 163 510                | 595,89       | Анчуэло, Арганда-дель-Рей, Кампо-Реаль, Корпа, Лоэчес, Лос-Сантос-де-ла-Умоса, Мехорада-дель-Кампо, Нуэво-Бастан, Ольмеда-де-лас-Фуэнтес, Песуэла-де-лас-Торрес, Посуэло-дель-Рей, Ривас-Васиамадрид, Санторкас, Торрес-де-ла-Аламеда, Вальверде-де-Алькала, Велилья-де-Сан-Антонио, Вильяльбилья | 17                     |
| Сур                          |            | 153 988                | 414,9        | Арройомолинос, Батрес, Касаррубуэлос, Кубас-де-ла-Сагра, Эль-Аламо, Гриньон, Уманес-де-Мадрид, Моралеха-де-Энмедио, Навалькарнеро, Серранильос-дель-Валье, Севилья-ла-Нуэва, Торрехон-де-ла-Кальсада, Торрехон-де-Веласко, Вальдеморо | 14                     |

Наиболее исторически и экономически важные из прочих городов сообщества:
- Алькала-де-Энарес
- Алькоркон
- Кослада
- Торрехон-де-Ардос
- Хетафе
- Леганес
- Мостолес
- Сан-Лоренсо-де-Эль-Эскориаль
- Навалькарнеро
- Аранхуэс

## Политика
- Глава — Изабель Диас Айюсо из Народной Партии.